# Балаклія (село)
Балаклі́я — село Миргородського району Полтавської області. Населення станом на 2001 рік становило 503 особи. Входить до Білоцерківської сільської об'єднаної територіальної громади з адміністративним центром у с. Білоцерківка.

## Географія
Село Балаклія знаходиться на правому березі річки Псел в місці впадання в неї річки Балаклійка, вище за течією на відстані 3 км розташоване село Герусівка, вище за течією річки Балаклійка на відстані 2 км розташоване село Писарівщина, нижче за течією на відстані 3,5 км розташоване село Остап'є, на протилежному березі — село Колосівка.
Віддаль від селища Велика Багачка — 21 км, найближчі залізничні станції: Гоголеве — за 39 км та Матяшівка — за 40 км.

## Історія
У Балаклії знаходиться городище — поселення скіфів (V—III ст. до н. е.).
Виникла у кін. XVI — на поч. XVII ст. в ході козацької колонізації Правобережжя. На карті Г.-Л. де Боплана (середина XVII ст.) позначена як село Баклей.
1633 року Станіслав Конецпольський купив у Христини Зубрикової-Корженьовської в районі Тясмину Мліїв, Орловець, Тясмин (Смілу), Балаклій, Городище, Жаботин тощо.
У роки визвизвольної війни українського народу (1648—1654) воно вже було «містечко Балаклейка». Балакліївську сотню створено наприкінці 1648 року у складі Полтавського полку (153 чол.). У 1654 в містечку, крім козаків, проживало 148 міщан, справами яких відали війт та бурмістр. Сотник Яків Чернігівець перебував серед організаторів подій 1657-го року. Після невдачі повстання, разом з частиною козаків та їх родинами, заснував Балаклію на Слобожанщині.
Протягом 1661—1663 рр. — закріплено за Кременчуцьким полком, 1663 року введено до складу Миргородського полку.
Балакліївська сотня брала участь у Північній війні 1700-1721 років.
У кінці XVIII ст. Балаклія відійшла до Білоцерківської сотні Миргородського полку. На той час у містечку, поруч з 115 дворами виборних козаків і 102 дворами козаків-підпомічників, з'явився 91 двір посполитих, 15 посполитих належали бунчуковому товаришу П. Паскевичу з племінниками, бунчуковому товаришу В. Родзинку та полковому осавулу С. Кирякову.
У 1760 році Миргородський полковник Ф. М. Остроградський одержав універсал на володіння 109 посполитими.
У 1859 році Балаклія — містечко козацьке і власницьке, налічувало 409 дворів, 3282 жителів; щорічно проводилося три ярмарки. Входило до Остапівської волості, згодом стало центром Балаклійської волості Хорольського повіту. У 1870 році збудували нову Покровську церкву, працювала церковнопарафіяльна школа.
У 1885 році колишнє державне і власницьке містечко мало 600 дворів і 2800 жителів, 3 постоялих двори,православну церкву, проводилось 3 ярмарки, діяли кузня, 12 вітряних млинів, 2 маслобійних заводи. У кінці 19 ст. відкрилася земська школа. У 1910 в Балаклії діяв паровий млин.

### Радянський період
Радянська окупація розпочалась в січні 1918 року.
У 1923 році Балаклія як центр волості ввійшла до складу Радивонівського району, у 1926 році — Остап'ївського району Лубенської округи. Тоді було 350 господарств, 1810 жителів. За ініціативою комнезаму були створено ТСОЗи «Зірка», «Плугатар», «Чубар».
У 1932–1933 роках внаслідок Голодомору, проведеного радянським урядом, у селі загинуло 398 мешканців, у тому числі встановлено імена 125 загиблих. Збереглися свідчення про Голодомор місцевих жителів, серед яких Беркало С. П. (1924 р. н.), Цикало В. Г. (1919 р. н.), Чернуха Є. С. (1923 р. н.).
У 1930 році засновано артіль «Червоний господар». У 1924 році відкрилася семирічна, у 1938 році — середня школи. Працювали медпункт, Будинок культури, бібліотека.
У період окупації гітлерівцями 14 вересня 1941 — 19(20) вересня 1943 населення села переховувало поранених радянських воїнів та втікачів з концтаборів. Відступаючи, окупанти спалили село.
У 1966 році колгосп «Заповіт Леніна», центральна садиба якого містилася в селі, мав 3873 га земельних угідь. Виробничим напрямом було рільництво, тваринництво.
У 1966 році в Балаклії працювали восьмирічна школа, бібліотека, музейна кімната, клуб. Населення становило 785 чол. Сільській раді були підпорядковані населені пункти Колосівка, Павелки (нині не існує), Писарівщина, Шипоші.
У 1991 році в Балаклії були радгосп «Заповіт Леніна» (насіннєвого напряму, тваринництво), неповна середня школа, дитсадок, Будинок культури на 400 місць, бібліотека (10 тисяч одиниць літератури). Село було електрифіковане, радіофіковане.

### Після Незалежності
13 серпня 2015 року шляхом об'єднання Балакліївської, Білоцерківської, Бірківської та Подільської сільських рад Великобагачанського району була утворена Білоцерківська сільська об'єднана територіальна громада з адміністративним центром у с. Білоцерківка.
З 01.08.2017 року Балакліївську загальноосвітню школу І-ІІ ступенів було реорганізовано у Балакліївський навчально-виховний комплекс «загальноосвітня школа І-ІІ ступенів – дошкільний навчальний заклад».

## Населення
- 1648 — 301[1]
- 1859 — 3282[1]
- 1885 — 2800
- 1923 — 1910[1]
- 1990 — 575[1]
- 2001 — 503

### Мова
Розподіл населення за рідною мовою за даними перепису 2001 року:
| Мова            | Кількість | Відсоток |
| --------------- | --------- | -------- |
| українська      | 4383      | 96.46%   |
| російська       | 146       | 3.21%    |
| білоруська      | 3         | 0.07%    |
| вірменська      | 1         | 0.02%    |
| німецька        | 1         | 0.02%    |
| інші/не вказали | 10        | 0.22%    |
| Усього          | 4544      | 100%     |

## Економіка
- Молочно-товарна ферма
- ПрАТ «Балакліївське»

## Об'єкти соціальної сфери
- Дитячий садок «Малятко»
- Балакліївський навчально-виховний комплекс «загальноосвітня школа І-ІІ ступенів – дошкільний навчальний заклад»

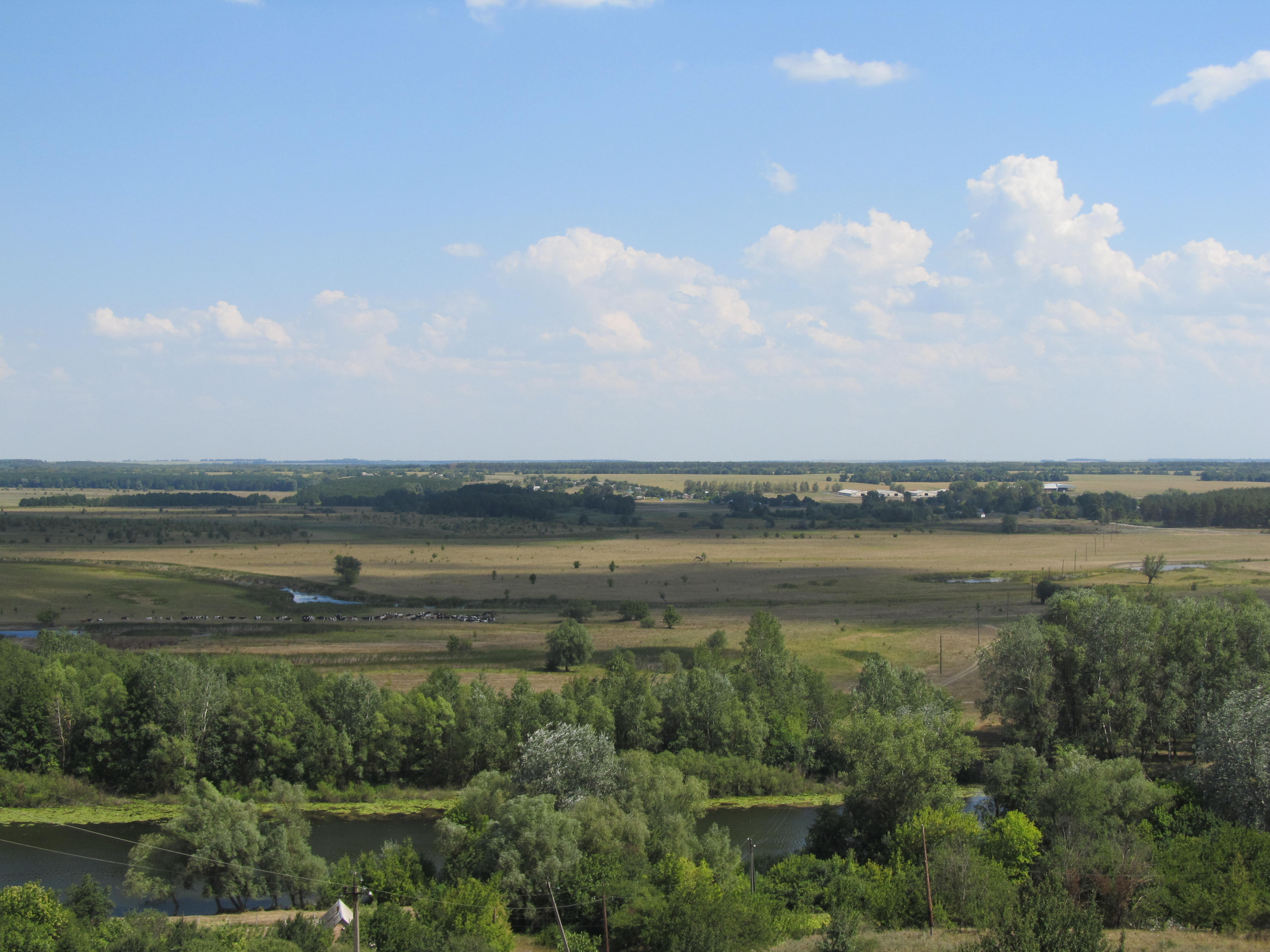
Ландшафтний заказник місцевого значення "Географічний центр Полтавщини".

- Будинок культури на 400 місць
- Ландшафтний заказник місцевого значення "Географічний центр Полтавщини".Бібліотека

## Пам'ятники та поховання
У 1957 відкрито пам'ятник воїнам-односельцям, що загинули (255 чол,) під час Радянсько-німецької війни; 1967 — В. І. Леніну. У Балаклії є братська могила радянських воїнів, які полягли (17 чол.) 1943 під час визволення села від німецько-нацистських загарбників. На території Балаклії знаходиться городище скіфського часу (V—III ст. до н. е.), поселення черняхівської культури (II – VI ст. н. е.) і середини I тисячоліття нашої ери з ліпним посудом.
Поблизу села знаходиться ландшафтний заказник місцевого значення "Географічний центр Полтавщини".

## Уродженці
- Костенко Анатоль Ілліч (1908—1997) — український письменник і літературознавець[1].

Костенко Анатоль Ілліч